# Jan Pech (lékař)
Jan Pech (* 28. prosince 1947 Praha) je český ortoped a revmatochirurg. Jeho odborným zaměřením je chirurgie ruky u nemocných s revmatoidní artritidou. V této oblasti přinesl četná zdokonalení léčebných postupů, vytvořil originální operační metodu artrodézy (ztužení) zápěstí indikovanou u těžkých kloubních deformit a zavedl další chirurgické metody v oblasti endoprotetiky zápěstí a prstových kloubů ruky. Jako docent působí na I. ortopedické klinice 1. lékařské fakulty Univerzity Karlovy v Praze. Je ustanoveným školitelem postgraduálního doktorského programu experimentální chirurgie. V letech 1998-2002 byl předsedou České společnosti chirurgie ruky.

## Výbor z díla
- 1994 - Artrodéza zápěstí
- 1996 - Endoprotetika zápěstí: se vztahem k revmatochirurgii
- 2000 - Revmatochirurgie ruky: přehled současných znalostí